# Opération Buster-Jangle
L'opération Buster-Jangle est le nom donné à une série de sept essais atomiques, six atmosphériques et un souterrain, réalisée au site d'essais du Nevada à la fin de 1951 par les États-Unis. Elle suit l'opération Greenhouse et précède l'opération Tumbler-Snapper.
C'est la première opération supervisée conjointement par le département de la Défense des États-Unis et le laboratoire national de Los Alamos. 6 500 soldats participent aux exercices Desert Rock I, II et III pendant les essais. Les deux derniers essais ont pour but d'évaluer la capacité des engins atomiques de faibles puissances à créer des cratères.

## Essais
| Nom     | Date              | Puissance explosive      | Remarques |
| ------- | ----------------- | ------------------------ | --- |
| Able    | 22 octobre 1951   | « [Moins] qu'une livre » | Tir d'une tour, long feu, réaction nucléaire mais puissance plus petite que la puissance des charges explosives de compression |
| Baker   | 28 octobre 1951   | 3,5 kt                   | Largage aérien d'un B-50 Superfortress                                                                                         |
| Charlie | 30 octobre 1951   | 14 kt                    | Largage aérien d'un B-50 |
| Dog     | 1er novembre 1951 | 21 kt                    | Largage aérien d'un B-50 |
| Easy    | 5 novembre 1951   | 31 kt                    | Largage aérien d'un B-45 Tornado                                                                                               |
| Sugar   | 19 novembre 1951  | 1,2 kt                   | Explosion au niveau du sol |
| Uncle   | 29 novembre 1951  | 1,2 kt                   | Explosion souterraine (17 pieds sous le niveau du sol)                                                                         |